# Nordmalings socken
Nordmalings socken i Ångermanland och en mycket liten del i Västerbotten, motsvarar området som sedan 1971 utgör Nordmalings kommun, och motsvarar från 2016 Nordmalings distrikt,  med en mindre del i Umeå kommun.
Socknens areal är 1 278,75 kvadratkilometer, varav 1 238,85 land. År 2000 fanns här 7 767 invånare. Tätorterna Lögdeå och Rundvik samt tätorten och kyrkbyn Nordmaling med sockenkyrkan Nordmalings kyrka ligger i socknen. 

## Administrativ historik
Nordmaling socken bildades omkring 1480 genom utbrytning ur Grundsunda socken under namnet Nyakirkio socken som namnändrades till det nuvarande 1494. 17 augusti 1808 utbröts Bjurholms socken. 21 maj 1810 övergick länstillhörigheten från Västernorrlands län till nuvarande Västerbottens län. 1863 överfördes från Grundsunda socken Ava, Rönnholm och Öresund.
Vid kommunreformen 1862 övergick socknens ansvar för de kyrkliga frågorna till Nordmalings församling och för de borgerliga frågorna bildades Nordmalings landskommun. 1 maj 1913 överfördes en del av församlingen till den då nybildade Hörnefors församling och 1914 en del av landskommunen till det då nybildade Hörnefors landskommun. Nordmalings landskommun ombildades 1971 till Nordmalings kommun.
1 januari 2016 inrättades distriktet Nordmaling, med samma omfattning som församlingen hade 1999/2000.
Socknen har tillhört fögderier, tingslag och domsagor enligt vad som beskrivs i artikeln Ångermanland.  De indelta båtsmännen tillhörde Andra Norrlands andradels båtsmanskompani.

## Geografi
Nordmalings socken ligger vid kusten kring Nordmalingsfjärden och nedre loppet av Öreälven och Lögdeälven. Socknen är vid kusten flack slättbygd och i väster inåt landet är myr- och sjörik skogsbygd och höjder som når 300 meter över havet.
Socknen genomkorsas av europaväg 4. Från Nordmaling norrut går länsväg 353 mot Bjurholm och Lycksele.
Ett par kvadratkilometer av socknen ligger i landskapet Västerbotten. Det rör sig om ett litet obebyggt område strax väster om ödetorpet Frängstorp, invid Hörnån, cirka 3 km nordost om Mullsjön och cirka 3 km uppströms Hörnån räknat från Bjännberg i Hörnefors socken. I södra delen av området ligger Fäbodmyrorna. 

### Geografisk avgränsning
Nordmalings socken avgränsas i öster av Hörnefors socken i Umeå kommun. I nordost tangerar socknen Pengsjön och gränsar här på en sträcka av cirka 10 km mot Vännäs socken i Vännäs kommun. I norr och nordväst ligger Bjurholms socken i Bjurholms kommun. Vid Önskasjöns nordvästra strand ligger "tresockenmötet" mellan Nordmalings, Bjurholms och Trehörningsjö socknar och från denna punkt löper sockengränsen i sydostlig riktning ner mot havet. Nordmalings socken gränsar på denna sträcka mot Trehörningsjö, Gideå och Grundsunda socken i Örnsköldsviks kommun.
Socknen har en spridd bybebyggelse längs Bottenhavets kust samt längs Öreälven och Lögdeälven. Bebyggelsen är omgiven av skogsmark. Kusten är oregelbunden och har många vikar, öar och skär. I socknens sydöstra del skjuter Järnäshalvön med Järnäsklubb ut. Här ligger byar som Järnäs, Bredvik och Öre, den sistnämnda ligger i öster vid Öreälvens mynning i havet. Vid Öreälvens västra strand ligger byn Håknäs och länge uppströms, norr om E4 ligger byn Långed på älvens östsida. Ännu längre uppströms Öreälven ligger Brattfors, Örsbäck och Torrböle.
Tätorten Nordmaling ligger innerst i Nordmalingsfjärden. På fjärdens västra sida ligger Rundvik. Strax norr om Rundvik mynnar Lögdeälven. Uppströms Lögdeälven, innanför Rundvik, ligger Lögdeå samt Aspeå. På en halvö som skjuter ut från trakten av Lögdeå ligger Kronören-Drivörens naturreservat. Längre uppströms Lögdeälven ligger Hyngelsböle, Klöse, Nygård och Nordsjö.
I socknens nordvästra hörn ligger, invid Lögdeälven, orten Norrfors. Norrfors ligger invid Stambanan genom övre Norrland på dess sträckning Björna - Vännäs. I den allra nordvästligaste delen av socknen ligger Mjösjön med Mjösjöberget och byarna Norra Mjösjö och Södra Mjösjö. Sockengränsen mellan Nordmaling och Bjurholm korsar Mjösjön på tvären (Mjösjöby ligger i Bjurholm).
I socknens norra del ligger i övrigt Brattsbacka samt Nyåker. Nyåker är ett gammalt stationssamhälle med bland annat livsmedelsindustri. Orten passeras av länsväg 353. Den nya sträckningen av Stambanan genom övre Norrland går i en tunnel genom Glödberget nordväst om Nyåker. I nordöstra delen av socknen ligger (invid järnvägen) Tallberg, Högbränna och Hörnsjö. I nordost ligger även Gräsmyr med Tappberget samt skola och museum. Hörnån flyter in i socknen norrifrån och genomflyter Hörnsjön och passerar Hörnsjö och Gräsmyr på sin väg mot kusten.

## Fornlämningar
Inom socknen utgörs fornlämningarna i huvudsak av gravar av kuströsetyp. De ligger på bronsålderns havsnivå. I inlandet finns omkring 250 fångstgropar. I skärgården finns lämningar i form av tomtningar och labyrinter.

## Namnet
Namnet (1494 Nordanmalungen) kommer från en kyrkstad. Förleden är nordan, 'norr om' syftande på läget norr om skogen Malingen. Efterleden är ortnamnet Malunger dels syftande på gränsskogen och dels på en strandområde vid Nordmalingsfjärden. Malunger innehåller mal, 'sand, grus eller småsten vid stranden'.

## Befolkningsutveckling
| Befolkningsutvecklingen i Nordmalings socken 1750–1990                                                   | Befolkningsutvecklingen i Nordmalings socken 1750–1990 | Befolkningsutvecklingen i Nordmalings socken 1750–1990 | Befolkningsutvecklingen i Nordmalings socken 1750–1990 | Befolkningsutvecklingen i Nordmalings socken 1750–1990 |
| --- | ------------------------------------------------------ | ------------------------------------------------------ | ------------------------------------------------------ | ------------------------------------------------------ |
| |                                                        |                                                        |                                                        |                                                        |
| År |                                                        |                                                        | Folkmängd                                              |                                                        |
| 1750 | 1750                                                   |                                                        | 1 201                                                  |                                                        |
| 1760 | 1760                                                   |                                                        | 1 357                                                  |                                                        |
| 1769 | 1769                                                   |                                                        | 1 592                                                  |                                                        |
| 1780 | 1780                                                   |                                                        | 1 903                                                  |                                                        |
| 1790 | 1790                                                   |                                                        | 2 202                                                  |                                                        |
| 1800 | 1800                                                   |                                                        | 2 506                                                  |                                                        |
| 1810 | 1810                                                   |                                                        | 2 517                                                  |                                                        |
| 1820 | 1820                                                   |                                                        | 2 632                                                  |                                                        |
| 1830 | 1830                                                   |                                                        | 3 242                                                  |                                                        |
| 1840 | 1840                                                   |                                                        | 3 591                                                  |                                                        |
| 1850 | 1850                                                   |                                                        | 4 337                                                  |                                                        |
| 1860 | 1860                                                   |                                                        | 5 289                                                  |                                                        |
| 1870 | 1870                                                   |                                                        | 6 006                                                  |                                                        |
| 1880 | 1880                                                   |                                                        | 7 051                                                  |                                                        |
| 1890 | 1890                                                   |                                                        | 8 021                                                  |                                                        |
| 1900 | 1900                                                   |                                                        | 9 726                                                  |                                                        |
| 1910 | 1910                                                   |                                                        | 10 172                                                 |                                                        |
| 1920 | 1920                                                   |                                                        | 8 656                                                  |                                                        |
| 1930 | 1930                                                   |                                                        | 9 265                                                  |                                                        |
| 1940 | 1940                                                   |                                                        | 9 783                                                  |                                                        |
| 1950 | 1950                                                   |                                                        | 10 403                                                 |                                                        |
| 1960 | 1960                                                   |                                                        | 9 550                                                  |                                                        |
| 1970 | 1970                                                   |                                                        | 8 159                                                  |                                                        |
| 1980 | 1980                                                   |                                                        | 8 124                                                  |                                                        |
| 1990 | 1990                                                   |                                                        | 8 192                                                  |                                                        |
| Anm: Källor: Umeå universitet - Tabellverket 1749-1859, Demografiska databasen, CEDAR, Umeå universitet. |                                                        |                                                        |                                                        |                                                        |